# Bunker Kossa-Söllichau
Die Bunkeranlage Kossa-Söllichau wurde als Bauvorhaben Nr. 16/13/302 im Zeitraum von 1976 bis 1979 nach Projekten der Verwaltung Spezialbauwesen von Ingenieurbautruppen der NVA und speziellen Betrieben der DDR errichtet. Die Anlage liegt nordöstlich von Leipzig in der Dübener Heide zwischen den Gemeinden Kossa und Söllichau.

## Struktur der Anlage

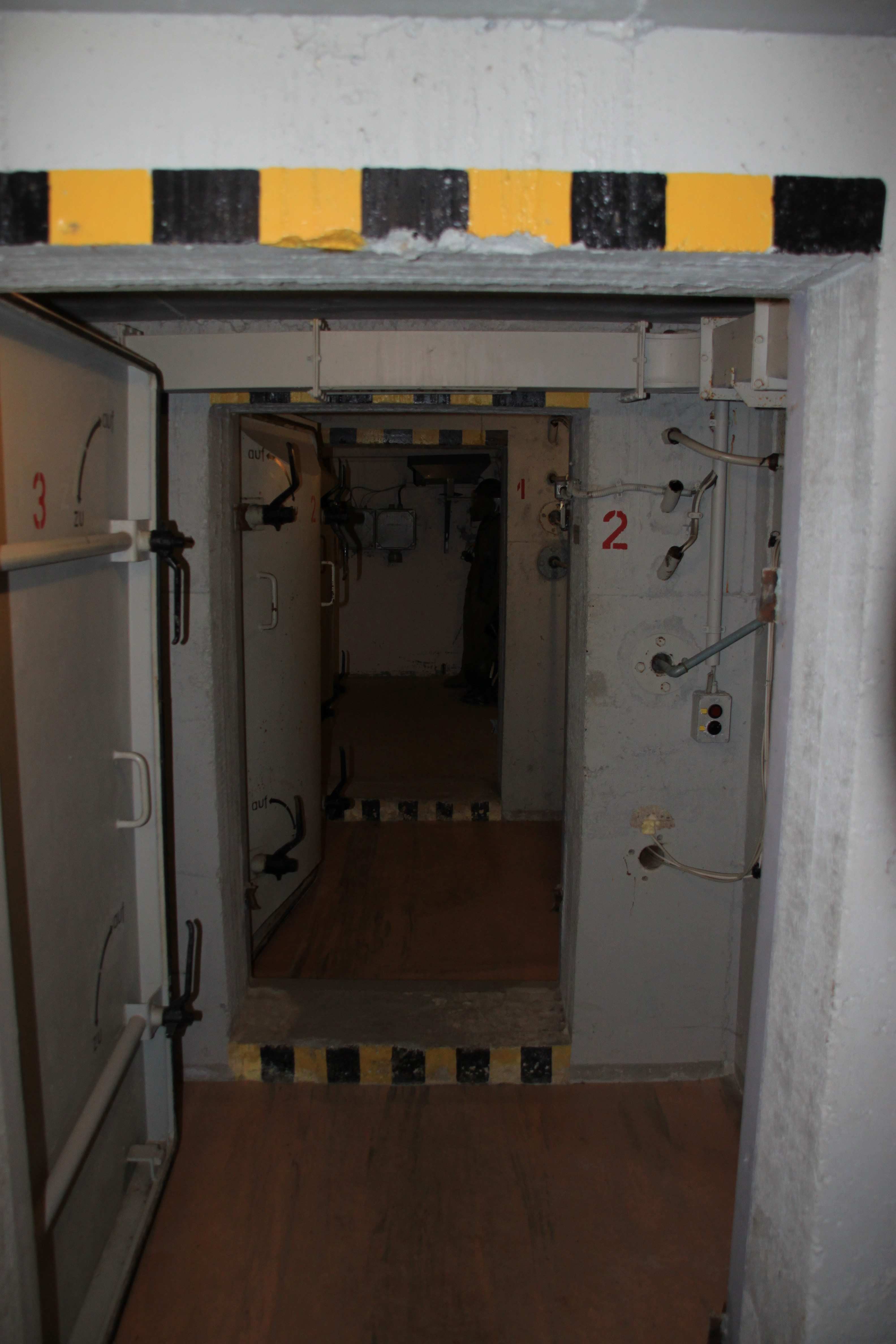
Eingangsbereich des Museumsbunkers. Zu sehen sind die Dekontaminationsschleusen

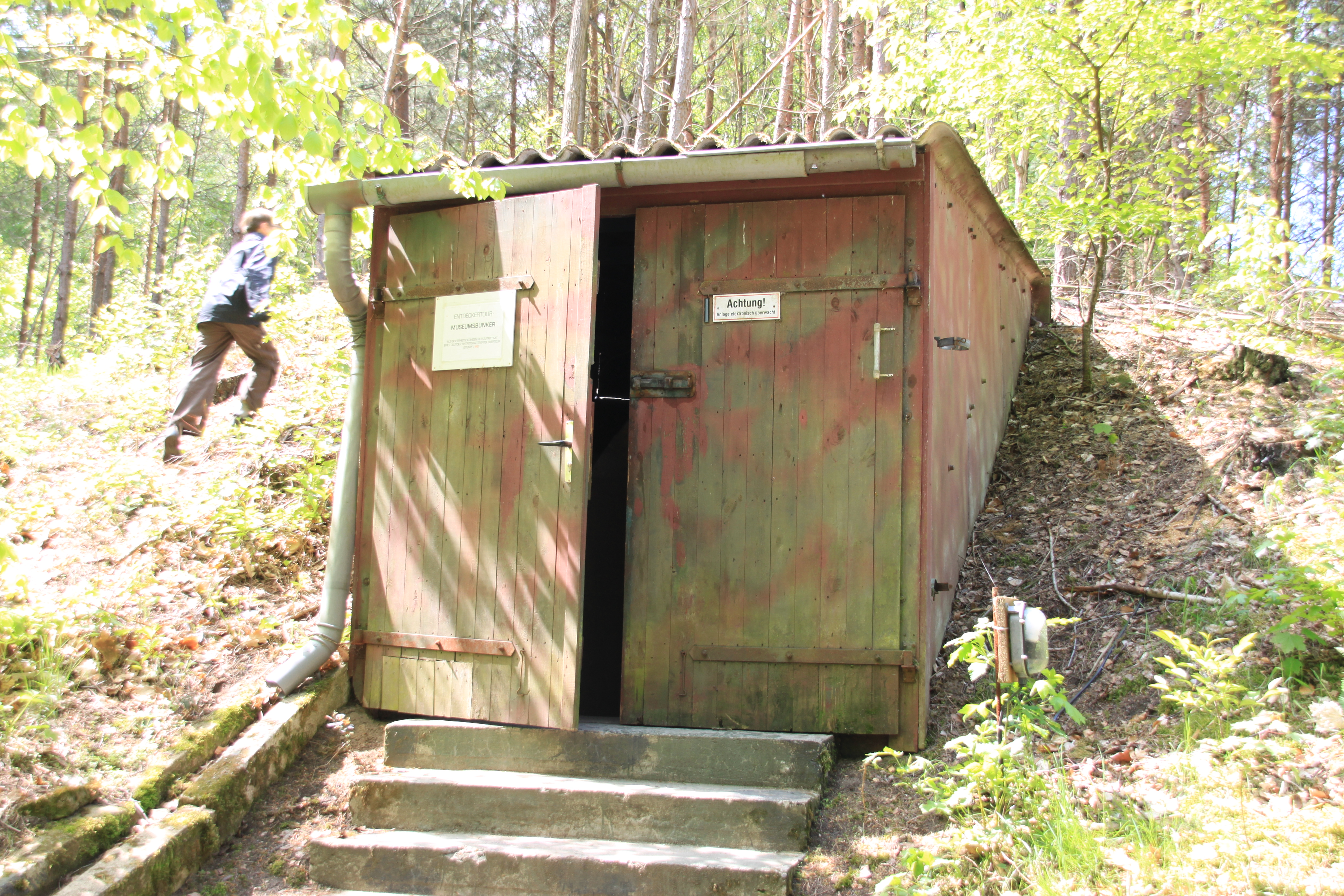
Von außen sichtbarer Eingangsbereich des Museumsbunkers.

Die Anlage bestand aus einer Anordnung von sechs Fertigteilbunkern des Typs FB-75 mit der Schutzklasse „E“, die mit einem Überdruck in der Druckwellenfront einer Kernwaffendetonation von 1 kp/cm² widerstanden hätten. Zur Anlage gehörten mehrere kleine Bunker vom Typ FB-3 zur geschützten Unterbringung des Wach- und Wartungspersonals sowie zahlreiche Splitterschutzdeckungen für die gedeckte Abstellung von Fahrzeugen. Zwischen den einzelnen Fertigteilbunkern gab es keine unterirdische Verbindung.

## Funktion und Zweckbestimmung
Im Kriegsfall wäre der Militärbezirk III (Leipzig) in die 3. Armee der NVA überführt worden.  
Die 3. Armee wurde eingegliedert in die Gefechtsordnung einer gemeinsamen Front aus GSSD und NVA. Der Raum ihrer operativen Zweckbestimmung lag tief im Süden der DDR. Für die Ausgangslage war der verbunkerte Gefechtsstand Mosel bei Zwickau vorbereitet.
Kossa/Söllichau als Führungsstelle des Territorialen Militärbezirkes hatte dagegen rein nationale Aufgaben zu erfüllen. Hier wurden weder eine Armee geführt, noch war sie ein „geheimer Schatz“ des Warschauer Pakts. Ihre Hauptaufgabe bestand in der Vorbereitung und Organisation der Aufstellung von Ersatz- und Ausbildungsbrigaden (EABr.) und deren Führung. Wie alle vorbereiteten Führungsstellen wurde auch sie von einer kleinen Wartungseinheit in ständiger Bereitschaft zur Belegung gehalten.

## Teilsegmente der Bunkeranlage
Die einzelnen Bunker der Führungsstelle unterschieden sich hinsichtlich ihres Verwendungszweckes. Während im Kommandeursbunker die Arbeitsräume der Stabsabteilungen sowie das Lage- und Informationszentrum dominierten waren die Nachrichtenzentrale in einem anderen Bunker installiert. Dieser bot zugleich die Unterstellmöglichkeit für die bei einer Belegung mitgeführten mobilen Nachrichtenmittel, insbesondere Funk- und Richtfunkmittel. Die Versorgungstechnik war wiederum in einem anderen Bunker untergebracht.

## Nachrichtenzentrale

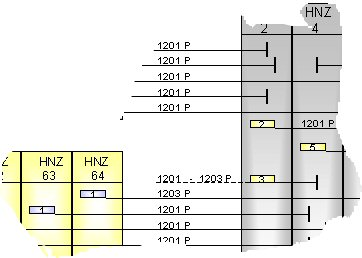
Auszug aus dem Primärgruppennetz der NVA

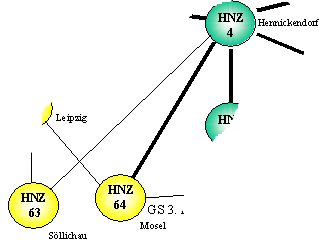
Auszug aus dem Führungsnetz der NVA

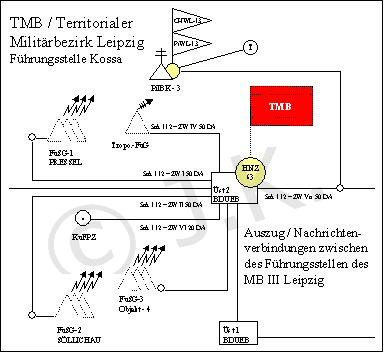
Auszug aus dem Schema der NA.-Verbdg. des Militärbezirkes III

Die Nachrichtenzentrale war in einem der Fertigteilbunker installiert, der von sechs Kfz-Hallen flankiert wurde. In jeder der Hallen konnten bis zu vier mobile Nachrichtenfahrzeuge geschützt untergestellt werden. In Friedenszeiten gab es diese Nachrichtenfahrzeuge in Kossa-Söllichau nicht. Sie wurden nur bei einer Belegung der Anlage zugeführt. Ihre Aufgabe bestand in der Sicherstellung von Funk- und Richtfunkverbindungen, duplierend zu den bestehenden drahtgebundenen Verbindungen.
Ohne Belegung der Anlage verfügte die Nachrichtenzentrale über eine stationäre Übertragungsstelle (kanalbildende Einrichtung) mit den erforderlichen Anschalt-, Mess- und Anpasseinrichtungen sowie einer Fernsprechvermittlung. Für die Sicherstellung des Informationsaustausches stand eine Abfertigung zur Verfügung.
Die Nachrichtenzentrale war in das gedeckt vorbereitete Führungssystem des Landes für den Kriegsfall integriert. Ihr war die Bezeichnung Hilfsnachrichtenzentrale 63 (HNZ 63) zugeordnet. Im Primärgruppennetz der NVA bestanden lediglich vorbereitete Nachrichtenkanäle zur Hilfsnachrichtenzentrale 4 (HNZ 4) in Hennickendorf (Führungsebene Ministerium für Nationale Verteidigung).
Das vorhandene Videosystem konnte zur Übertragung von Bildern zwischen den Arbeitsräumen eingesetzt werden.

## Nach der Wiedervereinigung
Nach der deutschen Wiedervereinigung wurde die Anlage nicht mehr benötigt. Die Bundeswehr stellte das gesamte Areal im Jahre 1993 zur privaten Nutzung zur Verfügung. Interessierte sicherten die Reste, erhielten diese und konnten 2002 den Status Kulturdenkmal entgegennehmen. Gleichzeitig wurde die Anlage als Museum eröffnet. Ihre Funktion und Zweckbestimmung wird in öffentlichen Medien und bei Führungen überbewertet dargestellt. Sie blieb von Anfang bis Ende eine Führungsstelle der NVA zur Aufstellung von Ersatz- und Ausbildungsbrigaden in den Südbezirken der DDR. Für die Nordbezirke der DDR gab es eine Führungsstelle gleicher Funktion und Zweckbestimmung. Jährlich zieht es mehrere Tausend Besucher in die Dübener Heide.